# 何故ナツミ
何故 ナツミ（なぜ ナツミ、1995年7月28日 - ）は、日本のシンガーソングライター、作詞家、作曲家。
愛称は、何故ちゃん。東京都出身。

## 使用楽器
Gibson J-15
主にこちらを使用。
TAYLOR 110ce

## 人物

### 趣味・趣向
大の犬好きであり、3匹の愛犬と一緒に暮らしている。

### 愛犬

#### はにゅう(トイプードル)
何故家の長男。トイだが大きい。

#### 凪(ダックスフント)
唯一の女の子。

#### ハチ(ポメラニアン×チワワ)
ヤンチャな男の子。
好物は、芋焼酎、おにぎり、梅、お魚。馬刺し。

### 音楽性
好きなアーティストは、阿部真央、桑田佳祐、松田聖子、山口百恵、A Flood Of Circle、Official髭男dism、Will Leeなど、母親がスナックを経営している為、歌謡曲も幼いころからよく歌っていた。

## 作品

### デジタルシングル
|     | 発売日        | タイトル     | 規格品番 |
| --- | ------------- | ------------ | -------- |
| 1st | 2018年3月27日 | はじまりの音 |          |
| 2nd | 2019年1月11日 | あたしは無敵 |          |
| 3rd | 2019年7月24日 | 何故猫になる |          |

### ミニアルバム
|     | 発売日        | タイトル       | 規格品番   |
| --- | ------------- | -------------- | ---------- |
| 1st | 2017年7月23日 | ?              | FEARCL-001 |
| 2nd | 2018年7月28日 | 僕の人生がもし | FEARCL-003 |

### 参加作品
- ハジ→ / 夢があるから。feat. 何故ナツミ（2017年12月13日 、アルバム『コラボ de ハジベスト。』収録）

### 提供作品
- 引地裕美 / サクラサク（2019年3月14日 、アルバム『CHANGES』収録）歌詞提供。

## ライブ
| 開催日         | スタイル       | タイトル                    | 会場                               | ゲスト                                    |
| -------------- | -------------- | --------------------------- | ---------------------------------- | ----------------------------------------- |
| 2016年12月     |                |                             | 目黒LIVE STATION                   |                                           |
| 2017年7月30日  | ワンマンライブ | はじまりの二十二            | 南青山Future SEVEN                 |                                           |
| 2017年9月10日  | 自主イベント   | 何故缶。vol. 1              | 南青山Future SEVEN                 | オレスカバンド / たぴみる / sae / 古城 紋 |
| 2017年10月21日 | 弾き語りライブ | 毒抜き。                    | Music & Talk LIVE アルティカセブン | 伶                                        |
| 2017年12月23日 | ワンマンライブ | 葡萄缶になる過程。          | 南青山Future SEVEN                 | Syamu / Runon.                            |
| 2018年7月28日  | ワンマンライブ | 東京に青春。                | WALL&WALL                          |                                           |
| 2019年1月11日  | ワンマンライブ | 大新年会!! 犬一代に何故一匹 | 渋谷 duo MUSIC EXCHANGE            | ハジ→ / aoiro / 北原ゆか                  |
| 2019年3月31日  | 弾き語りライブ | 毒抜き。2                   | Music & Talk LIVE アルティカセブン | カノン・ドレミ                            |

### 出演イベント
| 開催日         | タイトル                                        | 会場                           |
| -------------- | ----------------------------------------------- | ------------------------------ |
| 2018年3月21日  | 超十代 Powered by MixChannel スペシャルステージ | SHIBUYA109 店頭ステージ        |
| 2018年3月27日  | 超十代 -ULTRA TEENS FES-                        | 幕張メッセ国際展示場6・7ホール |
| 2018年7月1日   | MixChannel-FES 夏のMUSIC祭                      | 渋谷 duo MUSIC EXCHANGE        |
| 2018年7月21日  | FREEDOM aozora 2018                             | 青島こどものくに               |
| 2018年8月24日  | ネオ屋台村スーパーナイト                        | 東京国際フォーラム地上広場     |
| 2018年9月29日  | MUSIC TRIBE 2018                                | コンベックス岡山               |
| 2018年11月28日 | New days～Daikanyama LOOP 10th Anniversary～    | 代官山LOOP                     |
| 2018年11月11日 | 第36回芝山はにわ祭                              | 芝山公園芝生広場               |

## 出演

### MusicVideo
- Syamu / なぜこんなに 出演

### ラジオ
- LOVE FM「music×serendipity」出演
- レインボータウンFM 88.5MHz「ミュージックデリバリー」出演　メインパーソナリティー：空想委員会 三浦隆一